# Городецький Георгій Дмитрович
Георгій Дмитрович Городецький (нар. 22 березня 1923, місто Смоленськ, тепер Російська Федерація — 1988, місто Москва) — радянський військовий діяч, 1-й заступник командувача військами Київського військового округу, генерал-лейтенант. Депутат Верховної Ради УРСР 8—9-го скликань.

## Біографія
У Червоній Армії з 1941 року. Учасник німецько-радянської війни.
Член ВКП(б) з 1945 року.
Після війни залишився служити в Радянській армії.
Закінчив Військову академію бронетанкових і механізованих військ. Перебував на командних посадах у Радянській Армії.
Закінчив Військову академію Генерального штабу Збройних Сил СРСР.
У грудні 1968 — вересні 1970 року — командир 30-го гвардійського армійського Ленінградського Червонопрапорного корпусу Ленінградського військового округу.
У вересні 1970 — 1973 року — командувач 1-ї гвардійської армії Червонопрапорного Київського військового округу.
У жовтні 1974 — 1977 року — 1-й заступник командувача військами Червонопрапорного Київського військового округу.
Потім — у відставці. Проживав у Москві.

## Звання
- генерал-майор танкових військ
- генерал-лейтенант танкових військ (22.07.1970)

## Нагороди
- два ордени Вітчизняної війни І ст.
- орден Вітчизняної війни ІІ ст.
- орден Червоної Зірки
- ордени
- медаль «За бойові заслуги»
- медаль «За перемогу над Німеччиною у Великій Вітчизняній війні 1941—1945 рр.»
- медалі